# そらゆめ
株式会社そらゆめ（英: SORAYUME Co., Ltd.）は、かつて存在した日本の企業。携帯電話用アプリ、携帯電話ゲーム、電子書籍の開発・販売を行っていた。モバイルゲームポータルサイト「ジュゲム！」（後に「CROSS」へ名称変更）、ショッピングプラットフォーム「CROSSクラウドファンディング」を運営していた。

## 経営破綻
2017年6月2日に東京地方裁判所に破産を申請し、破産手続開始の決定を受けた。負債総額は約2億4,100万円で、債権者には約3,000名の一般消費者も含まれる。帝国データバンクと東京商工リサーチは2017年6月6日にそらゆめの倒産速報を伝えた。
ITmediaのネットメディア『ねとらぼ』が報じたところによれば、ある取引先は同年5月15日以降は連絡が取れない状態が続き、そらゆめと取引していた一部の企業には破産手続開始の2日前である同年5月31日に連絡が来たという。公式Twitterアカウントは、破産手続開始後は非公開とされた（のち閉鎖）。
そらゆめが行っていた事業は破産管財人によって入札にかけられ、「CROSSクラウドファンディング」事業はフォーサイドが落札した。2017年7月21日、そらゆめの破産管財人とフォーサイドとの間で「CROSSクラウドファンディング」事業をフォーサイドの子会社であるフォーサイドメディアへ230万円で譲渡する契約を締結。同事業は同日付でフォーサイドメディアへ譲渡された。フォーサイドメディアは同事業に関する負債などは継承しない。
フォーサイドメディアは、同年11月1日からクラウドファンディング事業を開始する予定であったが、フォーサイドメディアによるクラウドファンディング事業は中止となり、代替でアニメ・ゲーム等のオリジナルグッズを受注して限定生産を行う「宝祭堂」を2018年3月31日に開設した。
2018年4月3日、株式会社そらゆめの法人格が消滅した。

## CROSSクラウドファンディング問題
通常の購入型クラウドファンディングのプラットフォームは、プラットフォームと実際にプロジェクトを遂行する会社が別に分かれているのが一般的であるが、「CROSSクラウドファンディング」はプロジェクト遂行者とプラットフォームが一体になっていたことから、そらゆめ破産後に騒動へ発展することになった。
そらゆめの破産手続開始決定後も「CROSSクラウドファンディング」では出資を募っており、『ねとらぼ』では注意を喚起していた。帝国データバンクと東京商工リサーチが倒産速報を伝えた当日の2017年6月6日、そらゆめの会社公式サイトと「CROSSクラウドファンディング」のサイトがともに閉鎖された。

## 主なゲームタイトル
- Tactical Board
- まじかるシューティング シュ～クリーム
- ひぐらしのなく頃に Tactics
- 超嫁大戦

## 関連会社
- パクレゼルヴ